# Reichsgau de los Sudetes
El reichsgau de los Sudetes (en alemán: Reichsgau Sudetenland) o Sudetenland fue una división administrativa de la Alemania nazi desde 1939 hasta 1945. Comprendió la parte norte del territorio de los Sudetes, que se anexó de Checoslovaquia según los Acuerdos de Múnich de 1938. El reichsgau fue encabezado por el activista de los sudetes alemán Konrad Henlein en el rango de reichsstatthalter. La capital administrativa fue Reichenberg (Liberec).

## Historia
En el curso de la ocupación alemana de Checoslovaquia, el 30 de septiembre de 1938, los Jefes de Gobierno del Reino Unido, Francia, Italia y Alemania firmaron los Acuerdos de Múnich, que impuso la cesión de Sudetenland a Alemania. Los representantes checoslovacos no fueron invitados. El 1 de octubre, las fuerzas invasoras de la Wehrmacht ocuparon el territorio. Las nuevas fronteras checoslovaco-alemanas se fijaron oficialmente en un tratado el 21 de noviembre de 1938. En consecuencia, la República de Checoslovaquia perdió cerca de un tercio de su población, su área industrial más importante, y también sus fortificaciones fronterizas extendidas.
Inicialmente, el ejército alemán (Heer) estableció una administración civil en virtud de una ley de ocupación. El 1 de octubre de 1938, Konrad Henlein fue nombrado reichskommissar de Sudetenland; sin embargo, no asumió el poder hasta el 20 de octubre. El Partido Alemán de los Sudetes se fusionó con el Partido Nazi, y todos los demás partidos políticos fueron prohibidos. La población checa tuvo que aceptar la ciudadanía alemana o era expulsada y reubicada a la fuerza en el estado checoslovaco, que a partir de marzo de 1939 fue ocupada por Alemania e incorporada como "protectorado de Bohemia y Moravia".
El reichsgau fue establecido por ley el 25 de marzo de 1939, con efecto a partir del 15 de abril. La estructura administrativa se fijó el 1 de mayo. Las áreas más pequeñas en el este, como la región de Hlučín, se cedieron a la provincia prusiana de Silesia, mientras que los territorios de los Sudetes del oeste y del sur se unieron al gau Bayreuth bávaro, así como a los austríacos Oberdonau y Niederdonau.
Después de la derrota de Alemania en la Segunda Guerra Mundial, el estado checoslovaco fue restablecido y la población alemana de los Sudetes fue expulsada.
El campo de concentración de Theresienstadt estaba ubicado en el protectorado de Bohemia y Moravia, cerca de la frontera con el Reichsgau Sudetenland. Fue diseñado para concentrar a la población judía del protectorado y gradualmente trasladarla a campos de exterminio, y también a judíos de Europa occidental y alemanes. Si bien no era un campo de exterminio en sí, las condiciones duras y antihigiénicas causaron la muerte de 33.000 de los 140.000 judíos traídos al campo, mientras que otros 88.000 fueron enviados a campos de exterminio y solo 19.000 sobrevivieron.

## Gauleiter
- Konrad Henlein: del 15 de abril de 1939 al 8 de mayo de 1945.

## Administración
El reichsgau Sudetenland fue dividido en tres regierungsbezirke. Estos se subdividieron en 58 distritos (Kreise), en gran parte correspondientes a la antigua aprobación checoslovaca:

### Regierungsbezirk Aussig
Presidente:
- 1939–1945: Hans Krebs

#### Distritos urbanos
1. Aussig
2. Reichenberg

#### Distritos rurales
1. Aussig
2. Bilin
3. Böhmisch Leipa
4. Braunau
5. Brüx
6. Dauba
7. Deutsch Gabel
8. Dux
9. Friedland (Isergebirge)
10. Gablonz an der Neiße
11. Hohenelbe
12. Komotau
13. Leitmeritz
14. Reichenberg
15. Rumburg
16. Schluckenau
17. Teplitz-Schönau
18. Tetschen-Bodenbach
19. Trautenau
20. Warnsdorf

### Regierungsbezirk Eger
Presidente:
- 1939–1940: Wilhelm Sebekovsky
- 1940–1945: Karl Müller

#### Distritos urbanos
1. Eger
2. Karlsbad

#### Distritos rurales
Asch
Bischofteinitz
Eger
Elbogen
Falkenau an der Eger
Graslitz
Kaaden
Karlsbad
Luditz
Marienbad
Mies
Neudek
Podersam
Preßnitz
Saaz
Sankt Joachimsthal
Tachau
Tepl

### Regierungsbezirk Troppau
Presidente:
- 1939–1943: Friedrich Zippelius
- 1943–1945: Karl Ferdinand Edler von der Planitz

#### Distritos urbanos
1. Troppau

#### Distritos rurales
1. Bärn
2. Freiwaldau
3. Freudenthal
4. Grulich
5. Hohenstadt
6. Jägerndorf
7. Landskron
8. Mährisch Schönberg
9. Mährisch Trübau
10. Neu Titschein
11. Römerstadt
12. Sternberg
13. Troppau
14. Wagstadt
15. Zwittau